# Guatteria xylopioides
Guatteria xylopioides é uma anonácea da Mata Atlântica do Rio de Janeiro e do Paraná.